# Proasellus vandeli
Proasellus vandeli là một loài chân đều trong họ Asellidae. Loài này được Magniez & Henry miêu tả khoa học năm 1969.